# Czerwony Kapturek – prawdziwa historia
Czerwony Kapturek – prawdziwa historia – amerykański film animowany z 2005 roku, w reżyserii Cory’ego Edwardsa.

## Fabuła
Film przedstawia historię o Czerwonym Kapturku z nowej strony. Zwierzęcy glina wszczyna dochodzenie w sprawie zakłócania porządku w domu babci. Drwal, Wilk, Czerwony Kapturek oraz Babcia są przesłuchiwani.

## Bohaterowie
- Czerwony Kapturek (ang. Red Puckett, Red Ridding Hood) – główna bohaterka, nie rozmawia z nieznajomymi, zna karate.
- Wilk (ang. Wolf W. Wolf) – dziennikarz, ma rubrykę w gazecie o nazwie „Fakty i Fantazje”. Od sześciu miesięcy próbuje dowiedzieć się, kim jest „Smakosz”.
- Drwal Kirk (ang. Woodsman) – aktor, sprzedaje sznycle. Próbuje dostać rolę w reklamie maści „Agatka”. Ma niemiecki akcent.
- Babcia Puckett/ Babunia 3 „G” (ang. Granny Puckett) – jej smakołyki są najlepsze w lesie. Lubi sporty ekstremalne, o czym nie chciała powiedzieć Kapturkowi.
- Wiercik (ang. Twitchy) – wiewiórka-fotograf. Współpracuje z Wilkiem. Po kawie zachowuje się jak Hammy z filmu „Skok przez płot”.
- Boingo (ang. Boingo) – zając, jeden z przyjaciół kapturka.
- Nicky Flippers – detektyw – żaba. Wraz z Gryźlim próbuje ustalić tożsamość „Smakosza”.

## Wersja oryginalna
- Anne Hathaway – Czerwony Kapturek
- Xzibit – Sierżant Gryźli
- Anthony Anderson – Detektyw Dziobaty
- Glenn Close – Babcia
- Jim Belushi – Drwal
- Chazz Palminteri – Owca Beczykłak
- Andy Dick – Boingo
- Cory Edwards – Wiercik
- Patrick Warburton – Wilk
- Tye Edwards – Dolph
- Benjy Gaither – Japeth
- David Ogden Stiers – Detektyw Nicky Flippers